# Дивись в обидва (фільм, 1975)
«Дивись в обидва» (італ. Gatti rossi in un labirinto di vetro) ― фільм 1975 року режисера Умберто Ленці.

## Сюжет
Групу американських туристів, які подорожують по Іспанії, починає тероризувати маніяк в червоному плащі. Він вбиває нещасних мандрівників, та не просто так, а виколює їм очі. Марк здогадується, що ці злочини якимось чином можуть бути пов'язані зі смертю його дружини. Кілька місяців тому її знайшли мертвою в басейні. Тим часом туристи продовжують ставати жертвами кривавого маніяка. Марку належить з'ясувати, навіщо маніяк вирізає жертвам очі…

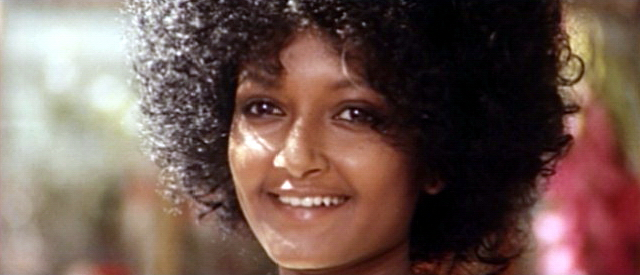
Інес Пелегріні у сцені фільму.
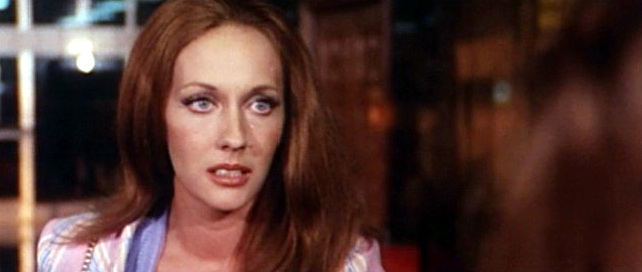
Марта Мей у кадрі.
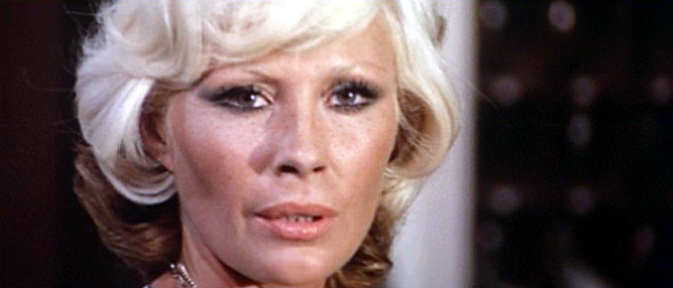
Сільвія Солар на зйомках фільму.

## В ролях
- Мартіна Брочард: Паулетт Стоун;
- Джон Річардсон: Марк Буртон;
- Інес Пеллегріні: Роббі Альварадо;
- Андрес Межуто: Туделла;
- Мірта Міллер: Ліза;
- Джордж Ріго: преподобний Бронсон;
- Сільвія Солар: Гейл Альварадо;
- Раф Бальдассар: Мартінез;
- Хосе Марія Бланко: Лара;
- Джон Барта: містер Гамільтон;
- Ольга Піхар: сеньйора Рендал;
- Вероніка Мірієль: Джинні Гамільтон;
- Річард Колін: містер Рендал;
- Ріна Маскетті: медсестра;
- Фульвіо Мінгоцці: поліцейський;
- Франческо Нардуччі: портьє;
- Том Феллегі;
- Марта Мей: Альма;